# Годфруа Парижский
Годфруа (Жоффруа) Парижский (фр. Geoffroi de Paris; ум. около 1320) — французский хронист и поэт, нотариус королевской канцелярии, предполагаемый автор рифмованной «Метрической хроники».

## Жизнь и труды
Биографических сведений почти нет. Вероятно, являлся выходцем из среды парижских горожан и в конце XIII века, при Филиппе IV Красивом, служил чиновником, занимавшимся раздачей соли, со временем сделавшись сначала писарем, а затем нотариусом королевской канцелярии или парламента.
Приписываемая ему «Метрическая хроника Годфруа Парижского» (фр. Chronique rimée de Geoffroi de Paris), в тексте которой имя автора нигде не упоминается, написана на старофранцузском языке, охватывает историю Франции и соседней Фландрии с 1300 по 1316 год и состоит из 7918, или 7924 восьмисложных рифмованных стихов. Она сохранилась в единственной полной рукописи XIV века (MS français 146) и отрывках в составе другой (MS français 24432) из собрания Национальной библиотеки Франции.
Испытывая явное почтение к королевской власти, Годфруа был весьма критично настроен по отношению к своим современникам, обращает на себя внимание и его повышенный интерес к торговым и финансовым делам, нетипичный для современного ему историописания. Начиная с 1313 года он, несомненно, являлся очевидцем и участником многих описанных событий, что придаёт заключительным разделам хроники ценность личного свидетельства.
Перу Годфруа принадлежат также нескольких латинских и французских ди (фр. dit), буквально «сказов», как-то: «Avisemens pour le roy Loys», «Du roy Phelippe qui ores regne», «De allies en Latin», «De la creation du pape Jehan», «Martyre de saint Baccus», «Dit des Patenostres», «Dit des mais» и др. Также ему приписывают различные исторические стихотворения, большинство из которых написаны между 1313 и 1318 годами.
Большая часть сочинений Годфруа адресована королям Франции Людовику X Сварливому и Филиппу V Длинному, и, в той или иной степени, затрагивает политические вопросы своего времени.
Впервые метрическая хроника Годфруа была полностью опубликована в 1827 году в Париже историком Жаном Александром Бюшоном, включившим её в «Собрание национальных французских хроник». В 1860 году она была переиздана там же историком-архивистом Наталисом де Вайли и палеографом-источниковедом Леопольдом Виктором Делилем в 22 томе «Собрания историков Галлии и Франции». Наиболее авторитетным считается издание, подготовленное в 1956 году филологом-медиевистом Армелем Диверре в серии исследований филологического факультета Страсбургского университета.

## Издания
- Chronique métrique de Godefroy de Paris, suivie de la taille de Paris, en 1313. Publiées pour la première fois, d'après les manuscrits de la Bibliothèque du Roi, par J.-A. Buchon. — Paris: Verdière, 1827. — vii, 304 p. — (Collection des chroniques nationales françaises, 9).
- Chronique rimée attribuée à Geffroi de Paris. Publiées par Natalis de Wailly et Léopold Victor Delisle // Recueil des historiens des Gaules et de la France. — Tome 22. — Paris: Palmé, 1860. — pp. 87–166.
- La Chronique métrique attribuée à Geffroy de Paris, texte publié avec introduction et glossaire par Armel Diverrès. — Paris: Les Belles Lettres, 1956. — 359 p. — (Publications de la Faculté des lettres de l'Université de Strasbourg, 129).
- Six Historical Poems of Geffroi de Paris, written in 1314—1318, published and translated into English by Walter H. Storer and Charles A. Rochedieu. — Chapel Hill: University of North Carolina Press, 1950. — xi, 92 p. — (North Carolina Studies in the Romance Languages and Literatures, 16).